# Eugenia Collier
Eugenia W. Collier, nascida Baltimore, Maryland, em 6 de abril de 1928, é uma escritora e crítica americana mais conhecida por seu conto Marigolds, de 1969, que recebeu o Prêmio Gwendolyn Brooks de Ficção.
Sua coleção Breeder and Other Stories foi lançada em 1993. Ela publicou também uma peça, Ricky, baseada em seu conto de mesmo nome. Outros textos que ela escreveu ou contribuiu, incluem: Impressões no Asfalto: Imagens da América Urbana (1999); Uma ponte para dizer bem (1970); Torta de Batata Doce (1972); Langston Hughes : Gênio Negro (1991); Escrita Afro-Americana: Uma Antologia de Prosa e Poesia (1992) e Poetas Negros Modernos: Uma Coleção de Ensaios Críticos (1973). Seu trabalho apareceu em Negro Digest, Black World, TV Guide, Phylon, College Language Association Journal e The New York Times .
Seu conto Marigolds é um dos mais amplamente antologizados nos livros didáticos de inglês do ensino médio. Sua história descreve o momento em que a narradora de 14 anos, Lizabeth, atinge a maioridade, tendo como pano de fundo a Grande Depressão. É o momento em que ela consegue sentir, primeira vez, a dor de outro ser humano, e sua narrativa argumenta que inocência e compaixão não podem existir na mesma pessoa. É um livro amplamente utilizado como catalisador para o amadurecimento nas aulas de inglês do ensino médio.
Sua primeira cadeira de inglês foi na Morgan State University, ela também lecionou no Coppin State College (agora Universidade), na University of Maryland, na Howard University, na Southern Illinois University e na Atlanta University . Ela se formou magna cum laude pela Howard University em 1948 e realizou o mestrado pela Columbia University dois anos depois. Em 1976, obteve um Ph.D. da Universidade de Maryland.
Desde que se aposentou em 1996, Eugênia continua morando em Baltimore e ocasionalmente participa de aulas para discutir a escrita criativa e suas histórias.